# Fernand Gillet
Fernand Gillet (* 15. Oktober 1882 in Paris, Frankreich; † 8. März 1980 in Boston Massachusetts) war ein US-amerikanischer Oboist und Musikpädagoge französischer Herkunft.

## Leben
Gillet hatte ab seinem vierzehnten Lebensjahr Oboenunterricht bei seinem Onkel Georges Gillet am Pariser Konservatorium. Daneben studierte er dort Komposition bei Jacques Ibert. 1902 wurde er Oboist im Orchestre Lamoureux und im Jahr darauf Erster Oboist im Orchester der Pariser Oper. Am Ersten Weltkrieg nahm er als Pilot teil und wurde mit dem Croix de Guerre ausgezeichnet.
1925 wanderte er in die USA aus und wurde Solo-Oboist des Boston Symphony Orchestra. Unter der Leitung von Sergei Kussewitzki hatte er diese Stelle bis 1946 inne. 1933 erhielt er die amerikanische Staatsbürgerschaft. Als Lehrer wirkte er am New England Conservatory, an der Boston University und am Konservatorium von Montreal. Zu seinem Schülern zählen Robert Freeman, Eugene Lacritz, Jean Northrup, Pierre Rolland, Raymond Toubman und Allan Vogel. Seine Exercices sur les Gammes, les Intervalles et le Staccato sind bis zur Gegenwart ein Standardwerk für das Studium von Holzblasinstrumenten an Konservatorien und Universitäten. Die International Double Reed Society veranstaltet jährlich die nach ihm und dem Fagottisten Hugo Fox benannte Fernand Gillet-Hugo Fox International Competition.

## Werke
- Études pour l’enseignement supérieur du hautbois, 1938
- 20 minutes d’étude : exercices journaliers pour la technique du hautbois, 1950
- Exercices pour la technique supérieure du hautbois, 1964